# Lil Mama
Lil Mama, właśc. Niatia Jessica Kirkland (ur. 4 października 1989 na Brooklynie, Nowy Jork) – amerykańska raperka i wokalistka.
Zadebiutowała singlem „Lip Gloss” w 2007 roku. Utwór pochodzi z albumu VYP (Voice of the Young People), którego wydanie przez Jive Records zostało opóźnione do 2008 roku na wiosnę. Uczęszczała do szkół Junior High School i Edward R. Murrow High School. Jej menadżerem jest raper DMX. Wystąpiła w teledysku Seana Kingstona „Beautiful Girls”. Wzięła udział w nagraniu remiksu do utworu „Girlfriend” Avril Lavigne oraz w remiksie piosenki „Umbrella” wraz z Rihanną. W 2008 nagrała wspólnie z Vanessą Hudgens utwór „Amazed” na drugi album wokalistki Identified i wydany jako drugi singel promujący album. Była także przez siedem sezonów sędzią (jurorką) w talent show MTV America’s Best Dance Crew (Najlepsi tancerze Ameryki).

## Dyskografia

### Albumy studyjne
- 2008: VYP (Voice of the Young People)

### Mixtape
- 2015: Take Me Back

### Single
- 2007: „Lip Gloss”
- 2007: „G-Slide Tour Bus”
- 2008: „Shawty Get Loose” (gościnnie Chris Brown i T-Pain)
- 2008: „What It Is (Strike a Pose)” (gościnnie T-Pain)
- 2010: „Doughboy” (gościnnie Mishon)
- 2010: „Hustler Girl” (gościnnie Shawn Marvel, Mitch and A Dot)
- 2015: „Sausage”

### Remiksy
- 2007: „Girlfriend (Dr. Luke Mix)” (Avril Lavigne, gościnnie Lil Mama)
- 2007: „Umbrella (Remix)” (Rihanna, gościnnie Lil Mama)
- 2007: „Gimme More (Official Remix)” (Britney Spears, gościnnie Lil Mama)
- 2007: „Beautiful Girls (Remix)” (Sean Kingston, gościnnie Lil Mama)
- 2007: „Just Fine (Remix)” (Mary J. Blige, gościnnie Lil Mama)
- 2008: „Lip Gloss (Mistycal Remix)” (Lil Mama versus Mistyc)

### Gościnnie
- 2008: „Amazed” (Vanessa Hudgens, gościnnie Lil Mama, album Identified)

## Filmografia
- 2015: Wild for the Night jako Val
- 2013: CrazySexyCool: The TLC Story jako Lisa „Left-Eye” Lopes